# کی۱ بریتانیا
کی۱ بریتانیا (به انگلیسی: K1 Britannia) یک کشتی است.